# اوفلیا پاستارانا
اوفلیا پاستارانا (به انگلیسی: Ophelia Pastrana) (زاده ۴ اکتبر ۱۹۸۲) فیزیک‌دان، اقتصاددان کلمبیا-مکزیکی است.

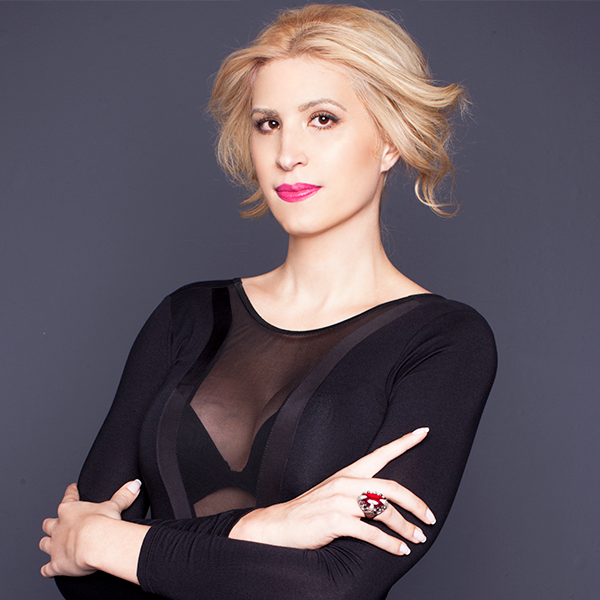
اوفلیا پاستارانا

او یک زن ترنس است.